# Man in the Mirror
〈Man in the Mirror〉는 미국의 가수 마이클 잭슨이 녹음한 곡으로 글렌 발라드와 시다 가렛이 작사, 잭슨과 퀸시 존스가 프로듀싱했다. 이 곡은 1988년 2월 6일 그의 일곱 번째 솔로 음반 《Bad》 (1987년)의 네 번째 싱글로 발매되었다. 가스펠 합창단과 편곡된 이 곡은 G장조, A♭장조로 100bpm의 속도로 연주되었다. 음역은 A♭3~C6이다.
〈Man in the Mirror〉는 빌보드 핫 100에서 2주 동안 1위를 차지하며 잭슨의 10번째 싱글 차트 1위에 올랐고, 미국 음반 산업 협회로부터 3x 플래티넘 인증을 받았다. 그것은 제31회 그래미 어워드에서 올해의 레코드 후보에 올랐다. 이 곡은 1988년 발매와 동시에 영국 싱글 차트 21위로 정점을 찍었지만, 2009년 잭슨의 사망 소식에 이어 2위로 정점을 찍었다. 이 곡은 잭슨의 헌정 투어 《Immortal》의 사운드트랙에 리믹스되었다.
〈Man in the Mirror〉 뮤직 비디오는 돈 윌슨이 감독, 제작, 편집했다. 돈과 마이클 잭슨은 이 비디오에 대한 아이디어를 개발했다. 당시 에픽 레코드의 비디오 위원였던 래리 스텔이 공동 프로듀서였다. 그것은 아프리카의 굶주린 아이들, 아돌프 히틀러, 쿠 클럭스 클랜, 마틴 루터 킹 주니어, 켄트 주립대 총격사건, 테레사 수녀, 마하트마 간디, 넬슨 만델라, 레흐 바웬사, 6월 민주 항쟁, 노숙자, 졸업반 아이들, 그리고 다른 역사적 인물들의 몽타주를 보여준다.

## 구성
〈Man in the Mirror〉는 글렌 발라드와 시다 가렛이 작곡했다. 잭슨은 가렛, 위난스, 안드레 크라우치 합창단의 백 보컬을 추가했다. 이 노래는 잭슨이 가장 좋아하는 노래 중 하나였다고 한다. 가스펠 합창단과 함께 편곡된 잭슨은 몇 년 후 그의 히트곡 〈Will You Be There〉에서 가스펠 합창단을 다시 사용하곤 했다. 시다 가렛은 1987년 중반 잭슨의 듀엣곡 〈I Just Can't Stop Loving You〉도 불렀다. 노래는 G장조, A♭장조로 100bpm의 속도로 재생됩니다. 음역은 E3~G55이다.

## 뮤직 비디오
이 비디오들 중 하나는 잭슨의 다른 비디오들에서 눈에 띄는 이탈이다. 잭슨 자신은 비디오에 등장하지 않기 때문이다. 대신 각종 주요 뉴스와 유명 인사들의 영상을 몽타주 형식으로 담았다.
〈Man in the Mirror〉 뮤직 비디오는 돈 윌슨이 감독, 제작, 편집했다. 돈과 마이클 잭슨은 이 비디오에 대한 아이디어를 개발했다. 당시 에픽 레코드의 비디오 위원였던 래리 스텔이 공동 프로듀서였다.
PCM 스테레오 뮤직 비디오 버전은 《Number Ones》, 《Michael Jackson's Vision》, 《Bad 25》의 타겟 버전 DVD, 그리고 1989년 VHS에서 발매된 이 곡의 비디오에 포함되었다.

## 차트 성과
〈Man in the Mirror〉는 미국에서 잭슨의 《Bad》의 4번째 연속 1위 싱글이었다. 이 싱글은 1988년 2월 6일 빌보드 핫 100에서 48위로 데뷔하였고, 1988년 3월 26일 차트 8주차 1위에 올랐으며, 2주간 머물렀다.
이 노래는 원래 1988년 영국에서 21위로 정점을 찍었다. 그러나 2009년 6월 25일 잭슨이 사망한 후, 〈Man in the Mirror〉는 영국 싱글 차트에서 11위로 다시 진입했고, 그 다음 주에는 카스카다의 〈Evacuate the Dancefloor〉에 의해 곡이 2위로 정점을 찍었다. 이 노래는 이 차트에서 15주 연속 100위 안에 들었다. 호주에서 이 노래는 원래 39위로 차트에 올랐다. 이 가수의 죽음 이후, 이 곡은 차트에 다시 진입했고 8위로 정점을 찍었다. 이 곡은 미국과 영국에서 아이튠즈 다운로드 1위를 차지한 싱글이기도 했다. 2016년 1월 현재 영국에서 567,280장이 팔렸다.

## 곡 목록
12인치 및 CD
1. "Man in the Mirror" (single version) – 5:04
2. "Man in the Mirror" (album version) – 5:19
3. "Man in the Mirror" (instrumental) – 5:19

7인치
1. Man in the Mirror (single version) - 5:04

비디오 싱글
1. Man in the Mirror (music video) - 5:04

실행 시간: 5분 07초

## 인증
| 국가                               | 인증        | 판매량/출하량 |
| ---------------------------------- | ----------- | ------------- |
| 덴마크 (IFPI Danmark)              | 플래티넘    | 90,000        |
| 영국 (BPI)                         | 플래티넘    | 600,000       |
| 미국 (RIAA)                        | 3× 플래티넘 | 3,000,000     |
| 판매량+스트리밍을 기반으로 한 인증 |             |               |